# تشاة نارنج (مقاطعة فارياب)
تشاة نارنج (بالفارسية: چاه نارنج) هي قرية تقع في البلدة المركزية في إيران. يقدر عدد سكانها بـ 342 نسمة بحسب إحصاء 2016.